# Хмелевое (Липецкая область)
Хмелево́е — деревня в Елецком районе Липецкой области. Входит в состав Волчанского сельсовета.

## Этимология
Деревня получила название от оврага Хмелевец, в котором, по сказанию старожилов, в прежнее время росло много хмеля.

## История
Деревня основана в конце XVI века. Впервые упоминается в платежных книгах Елецкого уезда в 1620 году.  

## Население
| 2010 |
| ---- |
| 56   |

## Улицы
- ул. Красниковская,
- ул. Раздольная,
- ул. Старохмелевская.